# マノノトップガン
マノノトップガン（欧字名:Manono Top Gun、1996年4月30日 -）は日本の競走馬。
主な勝ち鞍は、白鷺賞、九州アラブグランプリ、アラブ大賞典。

## 戦績

### 3歳（1998年）
マノノトップガンのデビュー戦は1998年12月15日のアラ系3才。鞍上は小牧太が務め、1番人気に支持され1着。

### 4歳（1999年）
マノノトップガンは1月2日のアラ系4才から始動。前走から500m伸びるも1番人気の1着。その後姫路でのアラ系4才に2度出走し連勝、4戦4勝で迎えた園田でのアラ系4才にて初めて4着に敗れる。約6ヶ月の休養を挟み復帰戦となった10月6日のアラ系4才上では2着馬に3/4馬身差で勝利。その後姫路で行われたアラ系4才上で2連勝。12月14日には自身初となる特別競走、淡路ビーフ特別（園田）に出走、岩田康誠が騎乗し1着。この年はこれが最後のレースとなり、累計成績は8戦7勝。

### 5歳（2000-2001年）
5歳初戦となったふくじゅそうでは2着、翌2月23日のアラ系4才上ではクビ差の1着と着実に実績を上げていき、迎えた自身初の重賞レース播磨賞に出走。11頭立ての5番人気に支持されるもトライバルサンダーの3着と健闘。その後園田で行われた中距離のオープン戦アラ系4才上 OPではケイエスヨシゼンの6着。次戦となった一宮福知渓谷特別はマノノトップガンにとって約6ヶ月ぶりのレースとなった（なお結果は4番人気の4着）。そんな中迎えたダート2000白鷺賞。1999年の西日本アラブダービー馬ワシュウジョージやオープン戦でマノノトップガンを下したケイエスヨシゼンなどが出走登録をする中6番人気に支えられるもワシュウジョージにハナ差で勝利。デビュー3年目で初の重賞を制覇した。その後は特別競走を1回挟み2000年のレースは幕を閉じた。
新馬齢制導入により2度目の5歳となった2001年最初のレースは1月3日の新春賞、2番人気に支えられるもサンバコールの4着。約3ヶ月に渡る休養後の特別競走でもハッコーディオスの5着と勝ち星から遠退いている中兵庫大賞典に出走。6番人気の4着と決して悪い成績ではないものの、このときの優勝馬は奇しくも昨年自身が下したワシュウジョージであった。その後は佐賀へ移籍。移籍後3戦目にして白星をあげる。これは実に、白鷺賞以来の白星であった。その後は特別競走を1回挟み2001年は幕を閉じた。

### 6歳（2002年）
6歳初戦は前走から約6ヶ月後の有明海特設であった。3番人気に支持されるも1着でゴールイン。その後は荒尾へ移籍し九州アラブグランプリ、アラブ大賞典と重賞を2連覇。その後の活動は無く、この年はこれが最後のレースとなった。

### 7歳（2003年）
約1年のブランクを経て迎えた菊池川カップ。自身からすれば1999年11月のアラ系4才上以来となる1500mで、1番人気に支持されるも11頭立ての8着。本レースを最後に現役を引退した。

## 引退後
引退後は種牡馬にはならず、愛知県名古屋市のARC空港乗馬クラブにて乗馬として供用されている。登録名はトップガン。

## 血統表
| マノノトップガンの血統         | マノノトップガンの血統               | マノノトップガンの血統 | （血統表の出典） | （血統表の出典） |
| 父 *スマノヒツト 1981 鹿毛     | 父の父スマノダイドウ 1970 鹿毛       | ミトタカラ             | タカクラヤマ     | タカクラヤマ     |
| 父 *スマノヒツト 1981 鹿毛     | 父の父スマノダイドウ 1970 鹿毛       | ミトタカラ             | 金友             |                  |
| 父 *スマノヒツト 1981 鹿毛     | 父の父スマノダイドウ 1970 鹿毛       | トキノメジロ           | メジロオー       | メジロオー       |
| 父 *スマノヒツト 1981 鹿毛     | 父の父スマノダイドウ 1970 鹿毛       | トキノメジロ           | トキノハツエ     |                  |
| 父 *スマノヒツト 1981 鹿毛     | 父の母ナカツヒトツ 1971 鹿毛         | フジミナト             | トシシロ         | トシシロ         |
| 父 *スマノヒツト 1981 鹿毛     | 父の母ナカツヒトツ 1971 鹿毛         | フジミナト             | 弟詠             |                  |
| 父 *スマノヒツト 1981 鹿毛     | 父の母ナカツヒトツ 1971 鹿毛         | ミスコンパクト         | トサオー         | トサオー         |
| 父 *スマノヒツト 1981 鹿毛     | 父の母ナカツヒトツ 1971 鹿毛         | ミスコンパクト         | ローヤルメリー   |                  |
| 母 *アカシアプリテイ 1983 栗毛 | 母の父ボールドコンバタント 1963 栗毛 | Bold Ruler             | Nasrullah        | Nasrullah        |
| 母 *アカシアプリテイ 1983 栗毛 | 母の父ボールドコンバタント 1963 栗毛 | Bold Ruler             | Miss Disco       |                  |
| 母 *アカシアプリテイ 1983 栗毛 | 母の父ボールドコンバタント 1963 栗毛 | Antagonism             | Eight Thirty     | Eight Thirty     |
| 母 *アカシアプリテイ 1983 栗毛 | 母の父ボールドコンバタント 1963 栗毛 | Antagonism             | Hostility        |                  |
| 母 *アカシアプリテイ 1983 栗毛 | 母の母マンゲツヒメ 1968 鹿毛         | マサタカラ             | Preciptic        | Preciptic        |
| 母 *アカシアプリテイ 1983 栗毛 | 母の母マンゲツヒメ 1968 鹿毛         | マサタカラ             | キーボード       |                  |
| 母 *アカシアプリテイ 1983 栗毛 | 母の母マンゲツヒメ 1968 鹿毛         | 琢斗                   | ニーフアン       | ニーフアン       |
| 母 *アカシアプリテイ 1983 栗毛 | 母の母マンゲツヒメ 1968 鹿毛         | 琢斗                   | 琢楓             |                  |